# Nacktes Entsetzen
Nacktes Entsetzen (Originaltitel: Un par de zapatos del 32) ist ein spanischer-italienischer Thriller aus dem Jahr 1974. Die deutsche Erstaufführung fand am 11. Februar 1977 als Schuhgrösse 32 in der DDR statt.

## Handlung
Auf dem Flughafen Montpellier schmuggelt spätabends ein Mann, der gerade aus Hongkong kam, einen verdächtigen Koffer, der offenbar eine Bombe enthält, in eine Linienmaschine, die nach New York fliegen soll. Anschließend wartet er etwas abseits in einem Auto, bis die Maschine auf der Rollbahn explodiert, und fährt dann in das Internat „Saint Maurice“, wo er sich für den Anschlag bezahlen lässt. An sich sollte er nur einen Mann namens Pierre Dorigny töten, der tatsächlich in der Maschine saß, doch nun erfährt der Auftraggeber – der in dem Internat arbeitende Arzt und Lehrer Dr. Roger Melli –, dass alle 140 Passagiere ums Leben kamen, damit es wie ein politisches Attentat aussieht. Entsetzt greift Melli nach einem schweren Metallaschenbecher und erschlägt den Killer.
Dabei wird er von einem der Internatsschüler beobachtet, der unerkannt in sein Zimmer fliehen kann, aber seine Schuhe verliert, die Melli an sich nimmt. Anschließend verscharrt er den toten Killer in dem zum Internat gehörenden Gewächshaus und ruft seine Geliebte an, Sonya Dorigny, die Frau von Pierre Dorigny. Er verschweigt ihr, was geschah, und verabredet sich mit ihr für den folgenden Tag.
Die Polizei nimmt noch am selben Abend die Ermittlungen auf und kann anhand von Passagierlisten sowie durch Zeugenbefragungen schnell ein Phantombild des mutmaßlichen Täters anfertigen, glaubt aber, er lebe noch. Er heißt Tien-Yu und war früher als Hausmeister in dem Internat tätig.
Melli meint schließlich zu wissen, welcher der Jungen ihn an jenem Abend beobachtete, und Sonya sagt ihm, es gäbe nun kein Zurück mehr. Melli widerspricht ihr: „Ich kann kein Kind töten.“ Dennoch verabreicht er dem betreffenden Knaben, Philippe Duroque, eine Überdosis eines Medikaments, so dass dieser in eine Klinik gebracht werden muss, aber unterwegs bereits stirbt. Anschließend räumt er ein, dass es wohl der „falsche“ Junge war. Als Melli während einer Unterrichtsstunde das Phantombild des Killers herumreicht, verrät sich ein anderer Junge, Paul, mit der Bemerkung, auf dem Bild fehle noch eine Narbe am Hals: „Ich habe die Narbe gesehen.“ Noch am selben Abend ertränkt Melli ihn im Swimming Pool des Internats und lässt es wie einen Unfall aussehen. Dann heißt es aber, dass Paul in der fraglichen Nacht zu Hause bei seinen Eltern war, also nicht infrage kommt.
Schließlich ist Melli davon überzeugt, dass ein dritter Knabe, Jean, jener unliebsame Zeuge war, doch nun ist es seine Geliebte, die ihn anfleht: „Hör auf, Roger, er ist mein Sohn!“ Melli sieht keine andere Möglichkeit, als auch ihn zu töten, doch Sonya entgegnet: „Wenn du es wagst, töte ich dich.“
Auf einer nächtlichen Autofahrt sieht Melli auf einem Fahndungsplakat ein übergroßes Bild von Tien-Yu und bemerkt nun, dass dieser darauf tatsächlich eine Narbe am Hals hat, der von ihm getötete Paul also womöglich doch jener Zeuge gewesen sein könnte.
Jean findet eines Tages beim Spielen im Gewächshaus des Internats Teile der Maskerade von Tien-Yu, die er in der Nacht des Attentats benutzte. Er kann damit nichts anfangen, doch zufällig kommt Melli dazu und gerät in Panik, so dass Jean nun aus dem Internat flieht, indem er auf einen Wäscherei-Lieferwagen aufspringt. Melli verfolgt ihn mit seinem Auto bis nach Montpellier, dort dann zu Fuß. Zum Schluss gerät Jean in ein Autorennen, das daraufhin abgebrochen wird. Der Junge wird zur Gendarmerie gebracht, die ihn befragt, seine Mutter informiert und zurück ins Internat fährt. Dort führt Jean die Polizei zum Gewächshaus. Als auch Sonya ins Internat kommt und das Büro ihres Geliebten betritt, sieht sie, dass er sich erhängt hat. Die Polizei ahnt nun die Zusammenhänge. Als Sonya ihren Sohn fragt, was er in jener Nacht sah, sagt er jedoch nur: „Die Schmetterlinge vom Doktor, ich finde sie wunderschön.“ Es bleibt somit offen, welcher der Junge der Zeuge des Mordes war.

## Drehorte
Der Film wurde überwiegend in Montpellier gedreht.

## Synchronisation
Der Film wurde zweimal synchronisiert. Die erste Synchronisation wurde im DEFA Studio für Synchronisation in Leipzig aufgenommen. Hanns Beyer schrieb das Dialogbuch und Dagmar Nawroth führte Regie. Als Toningenieur fungierte Hans-Joachim Mattner, Monika Bath besorgte den Tonschnitt. Die zweite Synchronfassung entstand bei der HS Hamburger Synchron. Reiner Brönneke war für die Dialoge und die Regie verantwortlich.
| Rolle               | Darsteller       | Synchronsprecher (DDR 1977) | Synchronsprecher (VHS 1987) |
| ------------------- | ---------------- | --------------------------- | --------------------------- |
| Dr. Roger Melli     | Ray Milland      | Klaus Glowalla              | Rolf Jülich                 |
| Sonia Dorigny       | Silva Koscina    | Brigitte Krause             | Monika Gabriel              |
| Chefinspektor Delon | Franco Giacobini | N.N.                        | Gottfried Kramer            |

## Verschiedene Titel
Der Film lief in den USA unter dem Titel Witness to Murder, in der DDR unter dem Titel Schuhgröße 32, später auch unter dem Titel Der mörderische Professor.